# Nuke (software)
Nuke è un software di digital compositing di proprietà della ditta inglese The Foundry.
La peculiarità di Nuke è il flusso di lavoro a nodi, la possibilità di lavorare con il deep image compositing e la grande malleabilità e facilità con cui creare script aggiuntivi e funzioni personalizzate. Diffuso in tutto il mondo e utilizzato dalle più grandi case di produzione cinematografiche e TV per gli effetti speciali e il compositing della grafica 3D. Gli utilizzatori includono Digital Domain, Walt Disney Animation Studios, DreamWorks Animation, Sony Pictures Imageworks, Sony Pictures Animation, Framestore, Weta Digital e Industrial Light & Magic.
Nuke è disponibile per Windows, macOS, GNU/Linux.

## Storia
Il nome Nuke deriva da "New compositor". È stato sviluppato originariamente da Phil Beffrey e più avanti da Bill Spitzak per uso interno alla Digital Domain a partire dal 1993.
Nuke versione 2 ha introdotto una GUI nel 1994, costruita con FLTK, un toolkit GUI interno sviluppato presso Digital Domain. FLTK è stato successivamente rilasciato sotto GNU LGPL nel 1998.
Nuke vinse un Academy Award for Technical Achievement nel 2001.
Nel 2002 Nuke è stato reso disponibile al grande pubblico, sotto l'etichetta D2 Software. A dicembre 2005 esce la versione 4.5 con il supporto al 3D.
Nel 2007 è acquisito da The Foundry, una azienda con sede a Londra, continuandone la vendita e lo sviluppo a partire dalla versione 4.7, uscita a giugno dello stesso anno.
Nel 2008 esce Nuke 5 con modifiche alla GUI utilizzando Qt e aggiungendo il motore di scripting basato su Python e in più con il supporto per un workflow stereoscopico.
Nel 2015 The Foundry ha rilasciato Nuke non commerciale con alcune limitazioni di base.